# Волски език
Волският език (Asplenium scolopendrium) (известен още като Phyllitis scolopendrium (L.) и Scolopendrium vulgare Sm. в по-старите класификации) е тревисто многогодишно растение. Един от най-разпространените видове от отдел Папратовидни в България. Има късо коренище, от което излизат сравнително едри листа 10-60 cm. дълги, кожести, голи, с широко до линейно ланцетна петура, широка 5-7 cm. Дръжката е къса, спорите са наредени от двете страни на средната жилка, косо спрямо нея и успоредни помежду си, дълги 8-18 mm.

## Разпространение
Волският език расте по влажни, сенчести, скалисти места, главно в широколистни гори, най-често в дъбовия пояс до 1400 m н.в. Спороноси юли-август

## Приложение
Използва се цялата надземна част, която се събира през лятото.
В народната медицина се употребява като леко затягащо средство, действа благотворно на черния дроб и жлъчния мехур, далака и пикочните органи. Използва се още като сигурно средство против кашлица и белодробни заболявания.
Чаят от волски език се пие три пъти дневно преди или по време на храна. 10 g волски език се вари в 1 l вода за 10 – 15 минути. 